# Acanthobasidium norvegicum
Acanthobasidium norvegicum (J. Erikss. & Ryvarden) Boidin, Lanq., Cand., Gilles & Hugueney – gatunek grzybów z rodziny skórnikowatych (Stereaceae).

## Systematyka i nazewnictwo
Pozycja w klasyfikacji według Index Fungorum: Acanthobasidium, Stereaceae, Russulales, Incertae sedis, Agaricomycetes, Agaricomycotina, Basidiomycota, Fungi.
Po raz pierwszy opisali go w 1973 r. John Eriksson i Leif Ryvarden, nadając mu nazwę Aleurodiscus norvegicus. W 1986 r. J. Boidin, P. Lanquetin, F. Candoussau, G. Gilles i R. Hugueney przenieśli go do rodzaju Acanthobasidium.

## Morfologia
Bazydiokarp
Rozpostarty, przyrośnięty, o długości do 3 cm długości, szerokości 2–4 mm i grubości około 50 µm. Hymenofor gładki, biały do jasnokremowego, Miąższ miękki.
Cechy mikroskopowe
System strzępkowy monomityczny z cienką warstwą cienkościennych, splątanych strzępek o średnicy 2–4 µm, ze sprzążkami na wszystkich septach. Akantohyfidy rozproszone i rzadkie, maczugowate, 15–20 × 5–8 µm, z kilkoma wypukłościami na wierzchołkach. Gleocystydy liczne, o zmiennym kształcie i wielkości, długości 30–50 µm, często sutkowate, z mniej lub bardziej ziarnistą lub żywiczną zawartością, w odczynniku Melzera żółtawe do jasnobrązowych, w KOH jedynie blado żółtawe. Podstawki 30–40 × 8–10 µm z 2 sterygmami, bardzo nieliczne z bocznymi wypukłościami, co wskazuje, że akantofizy i podstawki są elementami homologicznymi i że niektóre akantohyfidy mogą rozwinąć się w podstawki. Bazydiospory elipsoidalne do podłużnych lub prawie cylindrycznych, drobno brodawkowate, 10–15 × 5–7 µm.

## Występowanie i siedlisko
Acanthobasidium norvegicum znany jest tylko w Europie. W Polsce po raz pierwszy jego stanowiska podali w 2022 r. Eugeniusz Jurczenko i Marek Wołkowycki w Puszczy Białowieskiej.
Saprotroficzny grzyb kortycjoidalny. Występuje na martwych łodygach i gałązkach wrzosu Calluna, wrzośca Erica, jeżyny Rubus i bagna Ledum, a także na igłach sosny Pinus.